# Bihoreau gris
Nycticorax nycticorax
Espèce
Statut de conservation UICN

 LC  : Préoccupation mineure
Le Bihoreau gris (Nycticorax nycticorax) ou Héron bihoreau, est une espèce d'oiseaux échassiers de la famille des Ardeidés que l'on retrouve dans de nombreuses parties du monde.

## Morphologie
Le bihoreau gris ne revêt pas son plumage adulte avant sa troisième année. Le jeune a un bec jaune-verdâtre et des pattes gris mat, son plumage est brun tacheté de blanc puis brunâtre avant de prendre ses couleurs définitives : blanc sur le bas de la tête et le plastron, gris sur l'avant des ailes et le dessus de la queue, noir avec des reflets bleu-vert sur le dos et la calotte, jaune-verdâtre pour les pattes et les doigts. Le puissant bec est pointu et noir, deux longues plumes blanches ornent la nuque en période de reproduction et la couleur rouge de l'iris est frappante. La femelle ne se distingue guère que par sa taille légèrement plus petite que celle du mâle (58 à 70 centimètres pour un poids de 700 à 1 000 grammes et une envergure de 110 cm environ).
Les « c(r)oassements » rauques émis en vol ou du haut d'un arbre évoquent un batracien ou une corneille et sont à l'origine du nom nycticorax du grec « corneille nocturne ».

## Comportement
Ce petit héron est souvent seul quand il se nourrit au crépuscule et la nuit mais il niche en colonie.

### Locomotion
Dans l'eau, il est souvent immobile ou alors il marche lentement. C'est un bon grimpeur qui se déplace avec facilité dans les branches des arbres, près du bord de l'eau.

### Alimentation

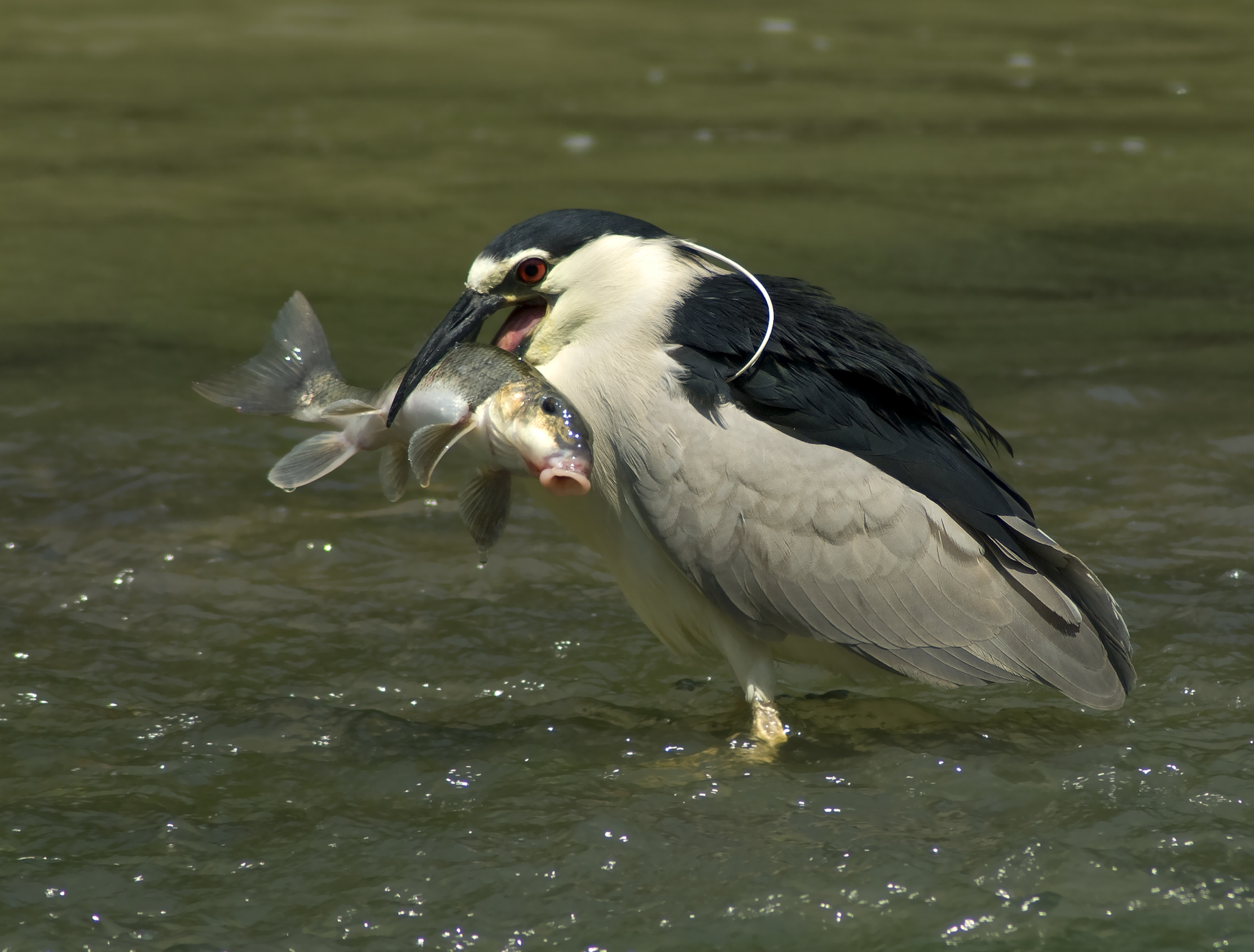
Un Héron bihoreau (Nycticorax nycticorax) ayant attrapé un poisson, près de Saint-Eustache (Québec).

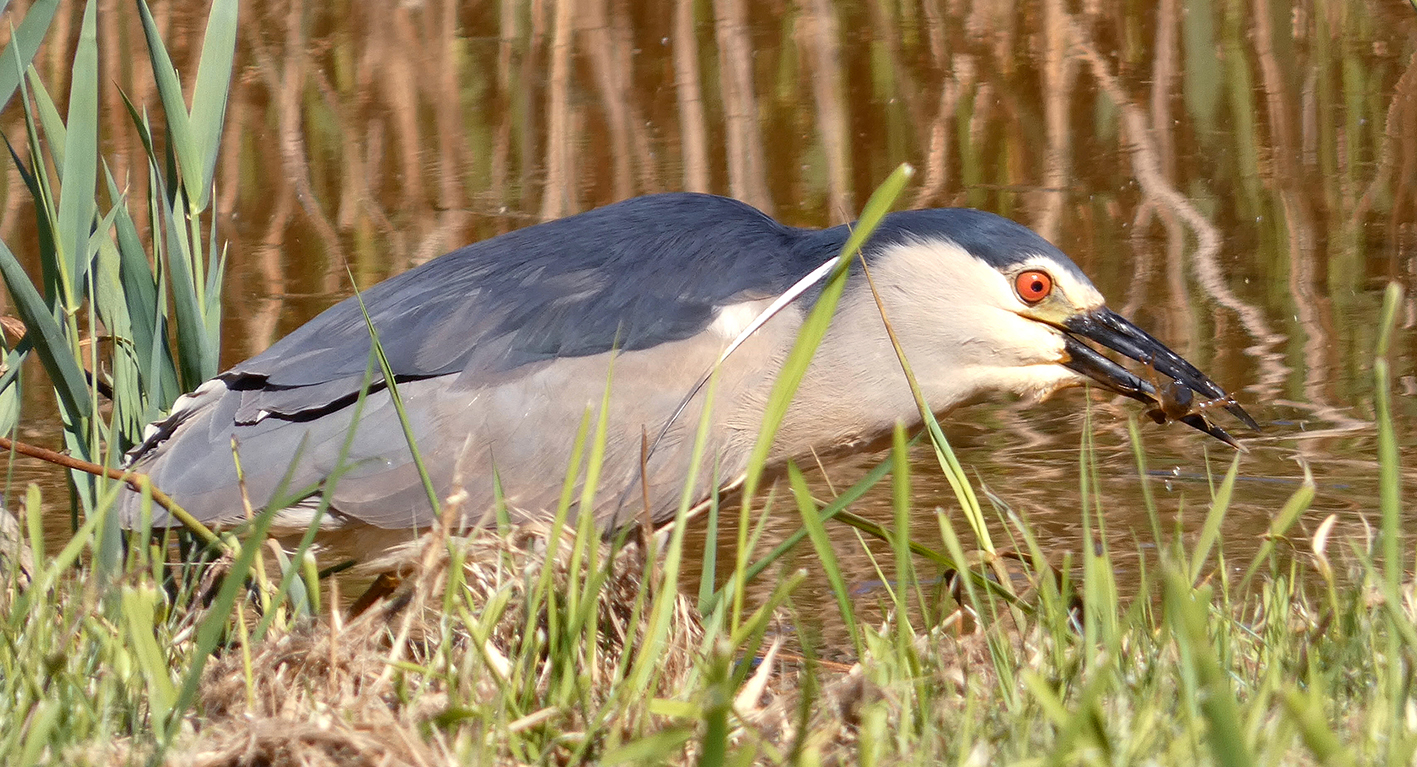
L'écrevisse de Louisiane constitue une ressource alimentaire importante pour le Bihoreau gris dans le marais de Brière (France).

Il attend, parfaitement immobile, une proie qu'il attrape en détendant brutalement le cou et avale après l'avoir assommée. Il fait parfois vibrer son bec dans l'eau pour leurrer sa proie, poisson ou batracien, mais le Bihoreau gris se nourrit également d'insectes, vers, reptiles, rongeurs et « visite » aussi à l'occasion d'autres nids, n'hésitant pas à gober les œufs ou les petits qu'ils contiennent, en particulier les héronneaux d'autres espèces. De mœurs nocturnes, il cherche cependant sa nourriture de jour si nécessaire, par exemple en périodes de nidification.

## Reproduction

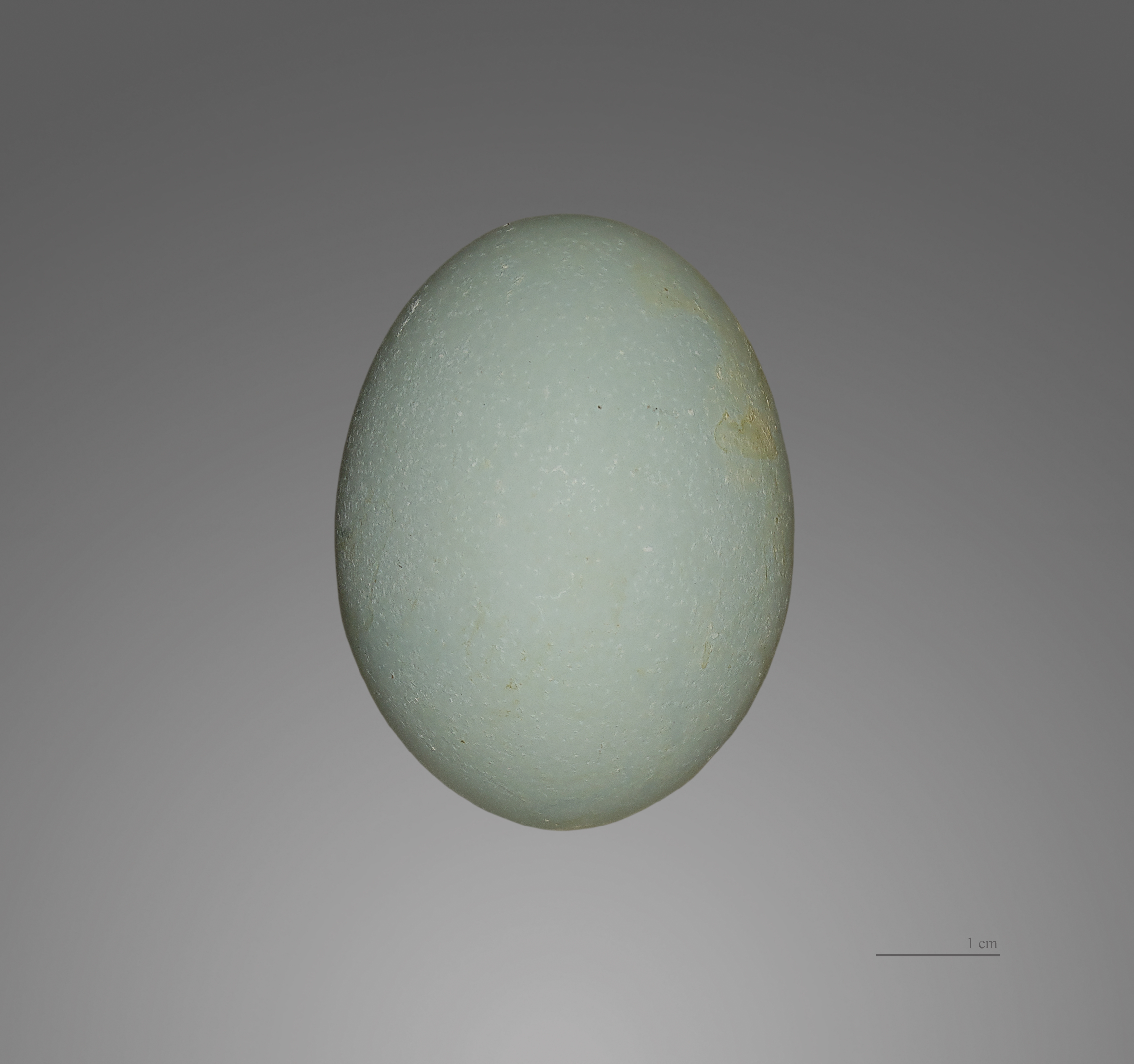
Œuf de Bihoreau gris - Muséum de Toulouse.

En période d'accouplement, les pattes rosissent, et deux ou trois plumes blanches ornent la nuque, descendant jusque sur le dos. Les mâles deviennent plus agressifs, rentrent la tête, claquent du bec ou s'emparent d'une brindille qu'ils offrent parfois à leur partenaire, battent des ailes en chantant, se balancent d'une patte sur l'autre et dansent en rasant le sol. Après cette parade nuptiale, ils redressent le cou, hochent de la tête en direction du sol jusqu'à atteindre le niveau des pattes puis poussent des sifflements rauques. Les femelles qui s'approchent sont d'abord repoussées puis quand elles sont admises à rejoindre leur partenaire, ils se lissent mutuellement les plumes, et frottent leurs becs. Ces rituels semblent avoir pour but de stimuler la reproduction de toute la colonie car par ailleurs, nycticorax nycticorax est monogame.
Un ou deux jours plus tard a lieu la copulation, dans le nid ou à proximité. Les mâles rénovent un nid existant ou en construisent un nouveau à base de brindilles, de racines et d'herbe que la femelle entrelace, le résultat est assez sommaire, on peut en trouver jusqu'à une trentaine dans un même arbre, près du tronc ou aux fourches de branches.
La ponte a lieu quelques jours après l'accouplement, en général une seule fois par an : trois à huit œufs couvés alternativement par le couple durant 22 à 25 jours. Trois semaines après l'éclosion, les jeunes quittent le nid mais ne s'en éloignent guère, se cachant dans la couronne des arbres quand ils se sentent menacés. À l'âge de 6-7 semaines, ils volent déjà très bien et commencent à délimiter leur territoire et à le défendre.

## Répartition

zone de nidification
résident permanent
non nicheur

Cet oiseau est migrateur, sauf dans les régions chaudes, et cosmopolite car hormis les zones polaires ou tempérées fraîches et l'Australie, on le trouve partout : États-Unis y compris Hawaï (Nycticorax nycticorax hoactli), Canada, Amérique du Sud, Europe, Asie et Afrique.

## Habitat
Cet oiseau niche au sein de colonies constituées exclusivement de hérons bihoreaux ou bien incluant aussi d'autres hérons grégaires (les héronnières).
Il s'installe dans des bois ou bosquets à l'intérieur ou en périphérie de zones humides d'eau douce. Il apprécie la proximité des rizières. Localement, il habite également les peupleraies artificielles ou les roselières.

## Systématique

### Protonyme
L'espèce Nycticorax nycticorax a été décrite par le naturaliste suédois Carl von Linné en 1758, sous le nom initial d''Ardea nycticorax.

### Synonymie
- Ardea nycticorax Linné, 1758 (Protonyme)

### Étymologie
Son nom latin, Nycticorax nycticorax, provient des termes grecs nuktos (nuit), et korax (corbeau), les deux formant le terme nucticorax, corbeau de nuit, correspondant, probablement, à l'époque, à l'engoulevent ou à la chouette. La filiation linguistique (et comportementale d'ailleurs) avec le milieu nocturne se retrouve dans son nom anglais : night heron.
En ce qui concerne son nom commun français, il dérive, vraisemblablement, du terme buhoreau, attesté au XIVe siècle, qui proviendrait lui-même du moyen français bior, c'est-à-dire butor. Bihoreau serait donc à l'origine une façon de désigner le butor (peut être en raison de ses croassements nocturnes bruyants), devenue, par la suite, le nom d'une espèce à part entière.
Notons également que Rabelais le nommait pouacre, mot de formation onomatopéique, d'après les cris de l'oiseau. Pouacre qui a donné, par la suite, notre « pouah ».

### Sous-espèces
D'après la classification de référence (version 14.1, 2024) de l'Union internationale des ornithologues, le Bihoreau gris possède 4 sous-espèces (ordre philogénique) :
- Nycticorax nycticorax nycticorax (Linnaeus, 1758) ;
- Nycticorax nycticorax hoactli (Gmelin, JF, 1789) ;
- Nycticorax nycticorax obscurus Bonaparte, 1855 ;
- Nycticorax nycticorax falklandicus Hartert, EJO, 1914.

## Statut de conservation
La disparition des zones humides et des sites de nidification ainsi que la pollution provoquent la diminution des ressources alimentaires et menacent l'espèce dans toute l'Europe.
Après une forte régression, les populations se sont stabilisées ou augmentent grâce à des mesures de protection.
Le bihoreau gris n'est pas considéré comme une espèce menacée par l'UICN.
Le héron bihoreau bénéficie d'une protection totale sur le territoire français depuis l'arrêté ministériel du 17 avril 1981 relatif aux oiseaux protégés sur l'ensemble du territoire. Il est inscrit à l'annexe I de la directive Oiseaux de l'Union européenne. Il est donc interdit de le détruire, le mutiler, le capturer ou l'enlever, de le perturber intentionnellement ou de le naturaliser, ainsi que de détruire ou enlever les œufs et les nids et de détruire, altérer ou dégrader leur milieu. Qu'il soit vivant ou mort, il est aussi interdit de le transporter, colporter, de l'utiliser, de le détenir, de le vendre ou de l'acheter.
Depuis l'arrêté du 17 avril 1981 a été modifié. Les arrêtés successifs de mars 2006 et octobre 2009 précisent que ces interdictions ne s'appliquent qu'aux oiseaux vivant dans le milieu naturel et pas aux oiseaux nés et élevés en captivité.

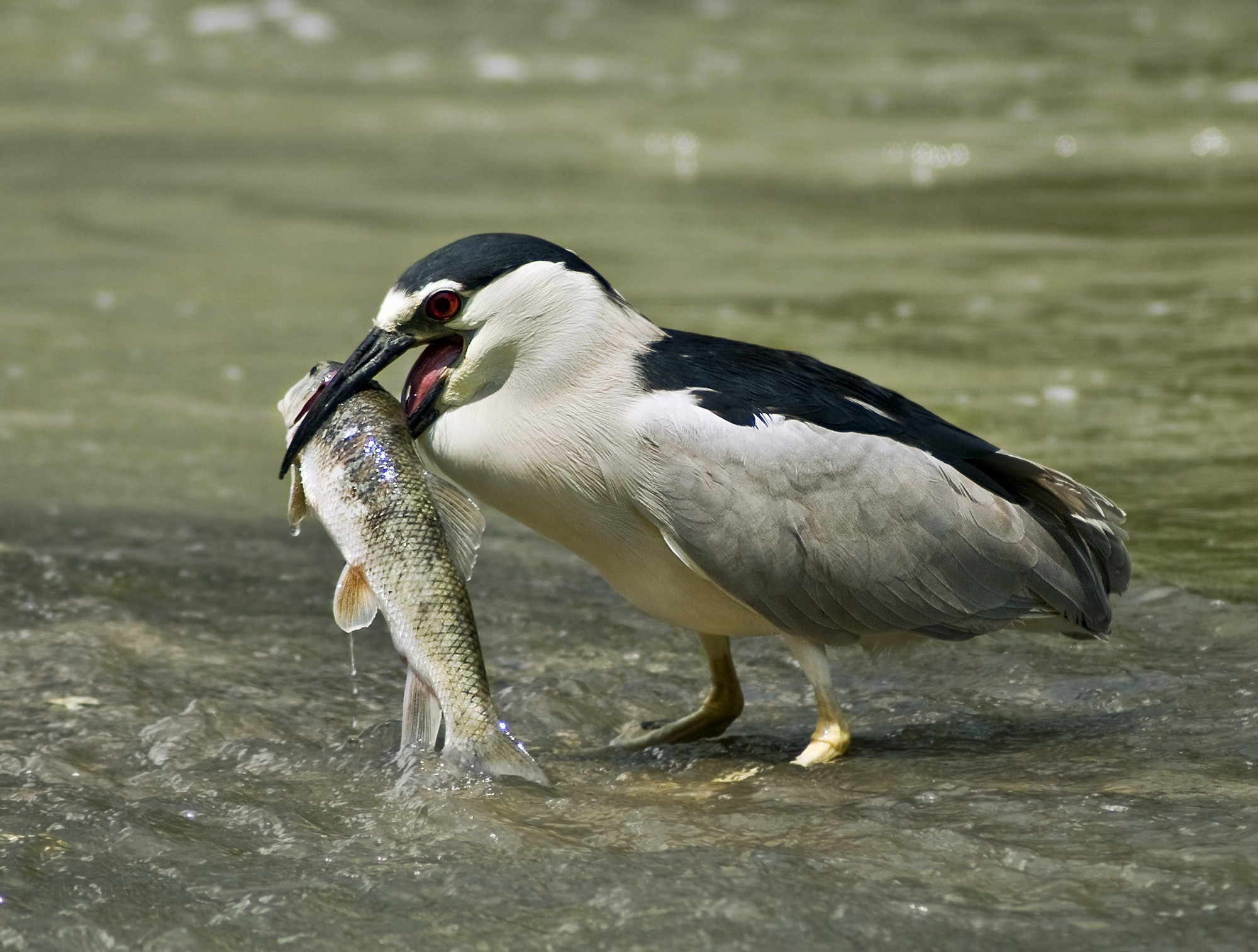
Bihoreau gris à Saint-Eustache (Québec).
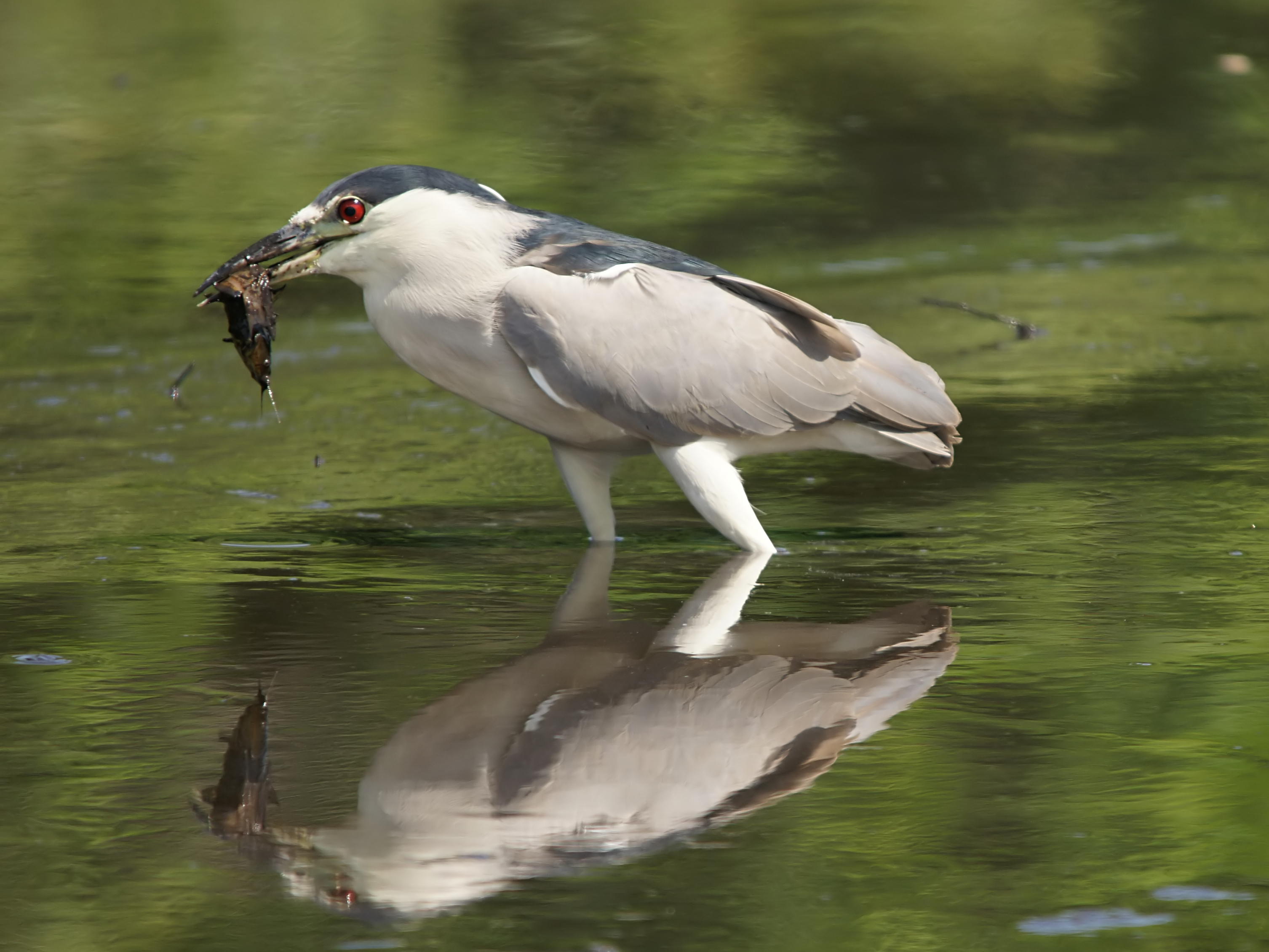
Bihoreau gris en Floride.
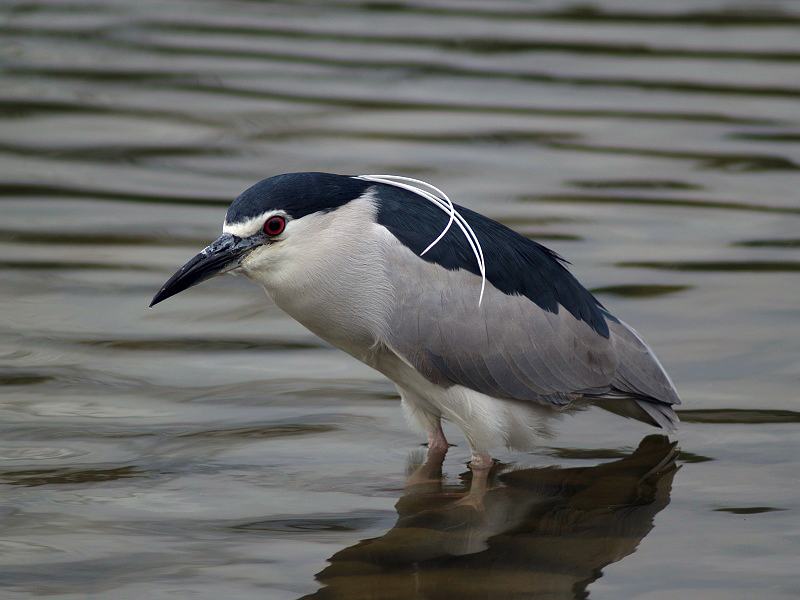
Bihoreau gris à Taïwan.
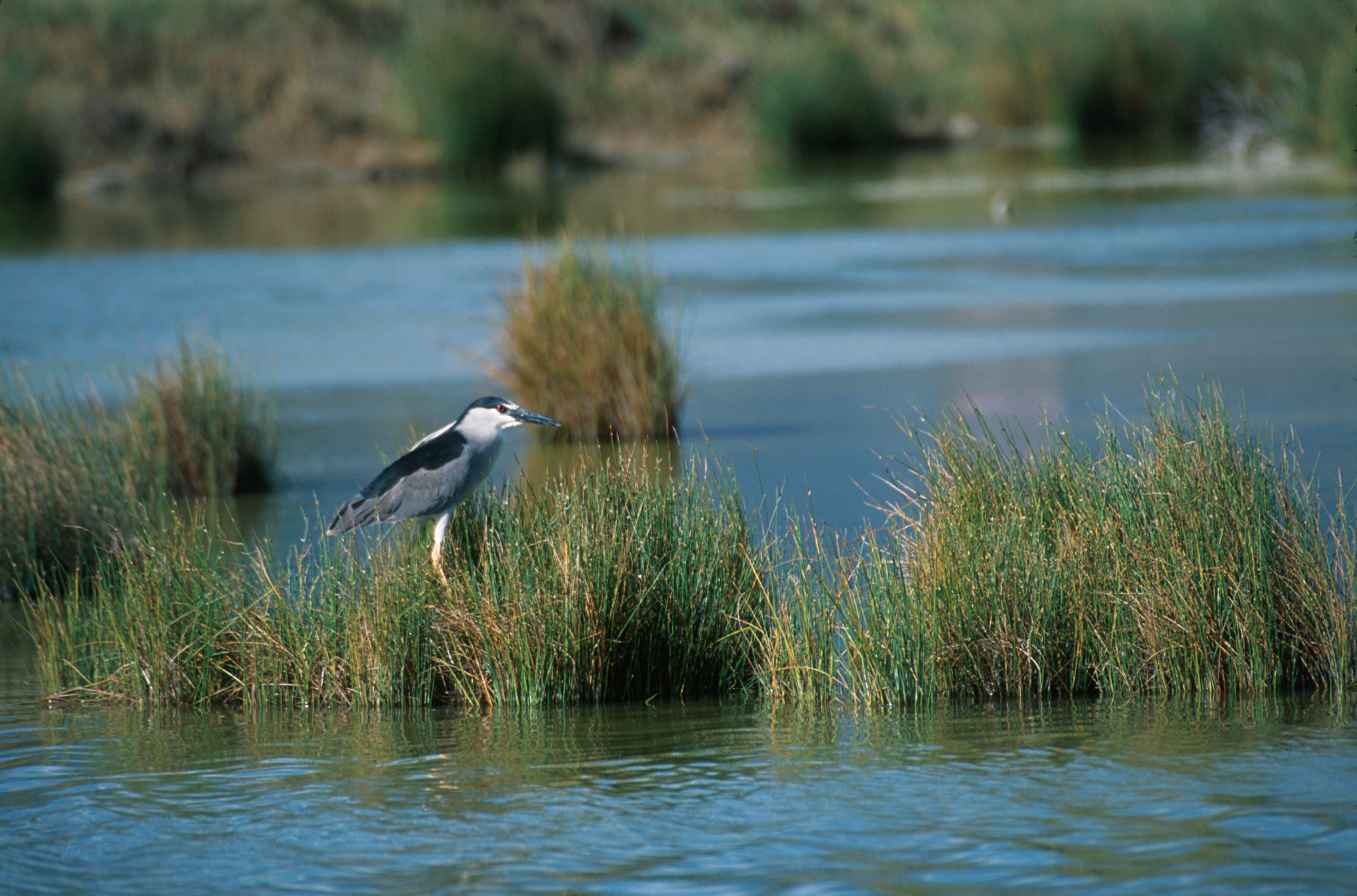
Bihoreau gris dans un marais.
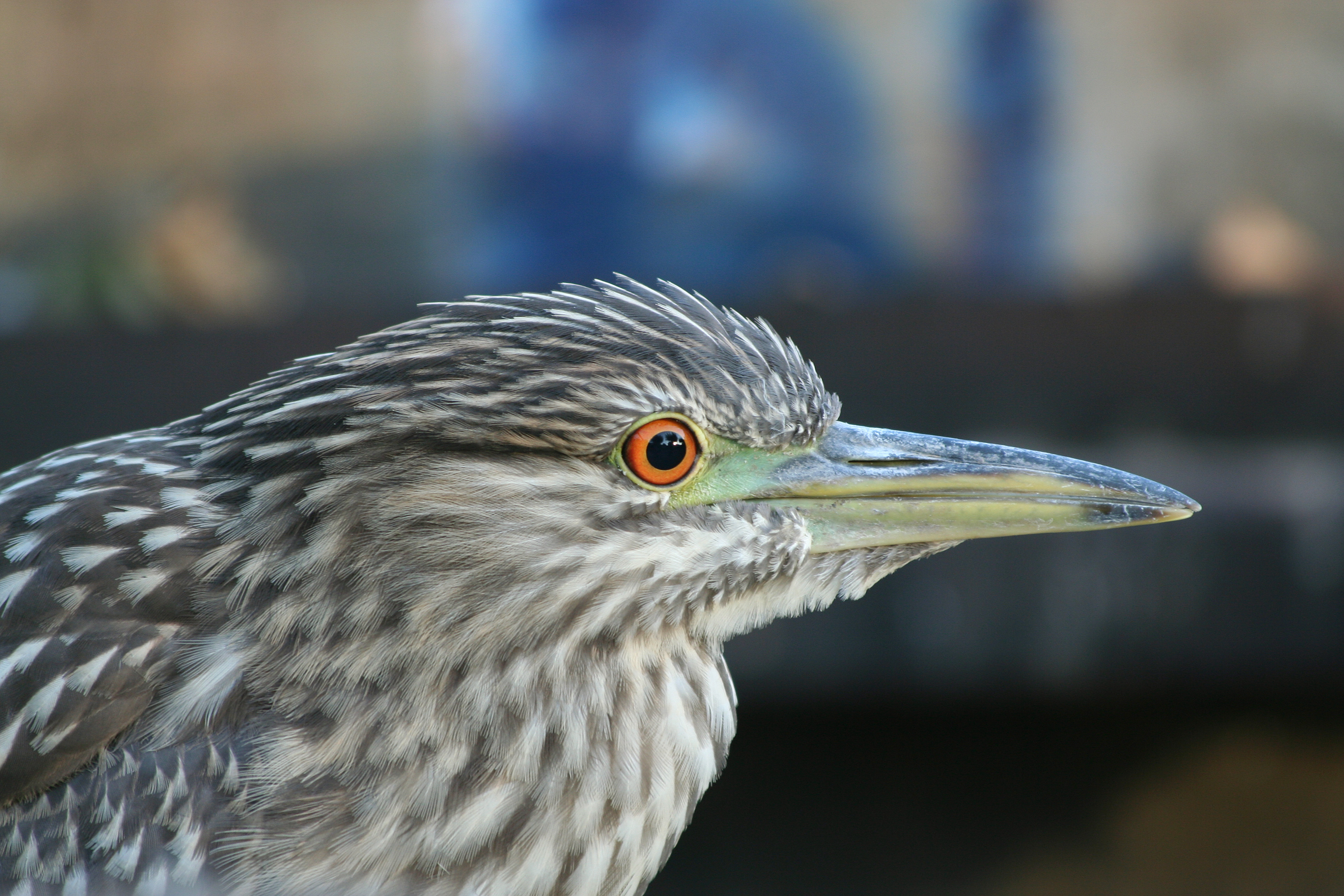
Jeune Bihoreau gris au Lac Merritt à Oakland (Californie).
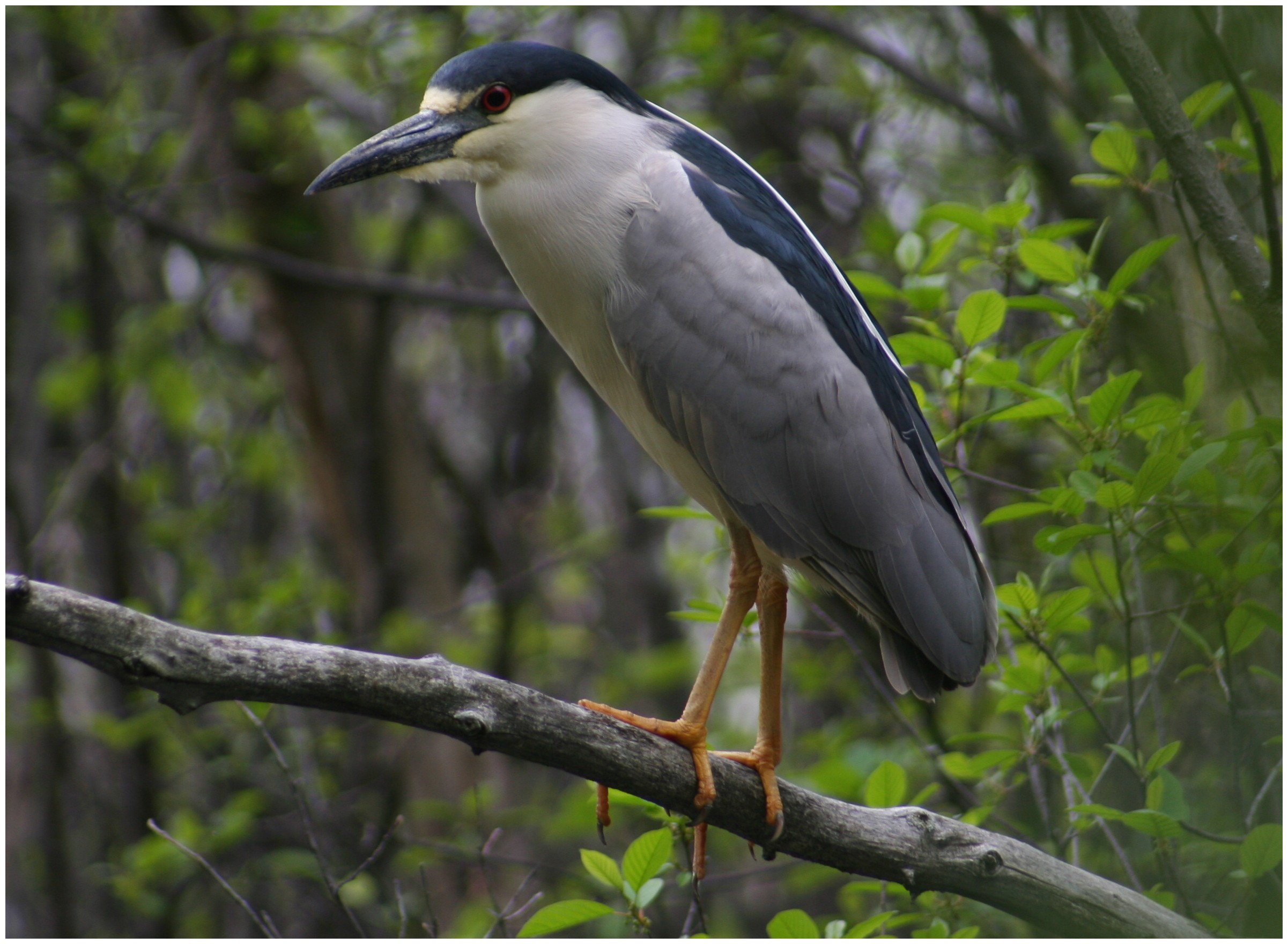
Bihoreau gris au lac McKay près du centre-ville d'Ottawa.
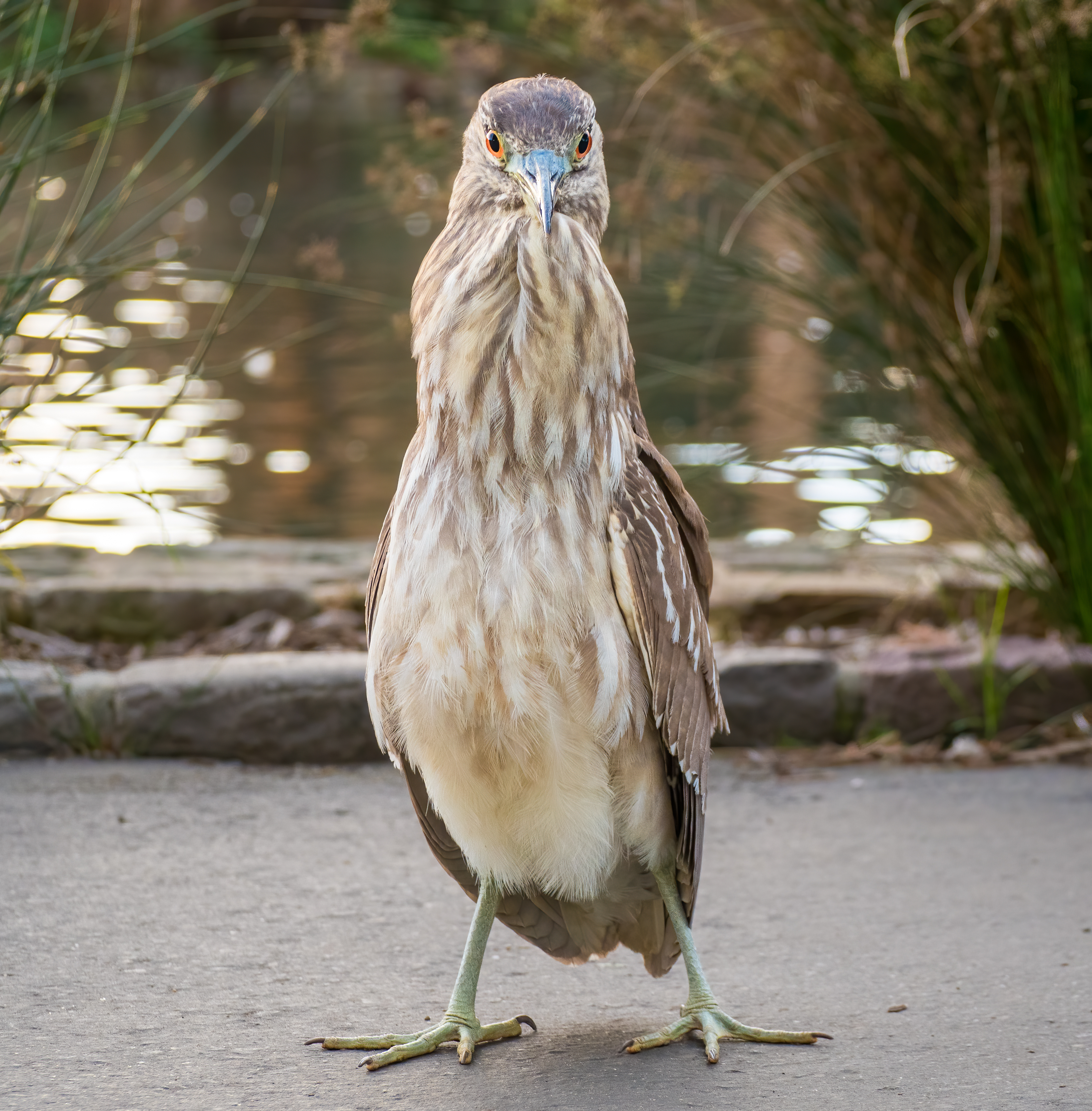
Jeune bihoreau gris à San Francisco dans une posture d'attention devant un de ses congénères.